# Петунін Юрій Іванович
Петунін Юрій Іванович (30 вересня 1937, Мічурінськ, Тамбовська область — 1 червня 2011, Київ) — український математик та кібернетик, доктор фізико-математичних наук (1968), професор кафедри обчислювальної математики Київського національного університету імені Тараса Шевченка (1970). Член Американського математичного товариства.

## Життєпис
1954-59 — навчання в Тамбовському державному педагогічному інституті за фахом математик.
1959-61 — аспірант Воронезького державного університету.
1961—1963 — служба у лавах Радянської Армії;
1963—1970 — старший викладач, доцент Воронезького державного університету;
З 1970 року — професор кафедри обчислювальної математики факультету кібернетики Київського університету.

## Основні напрямки наукових досліджень
Перший напрямок досліджень вченого лежить галузі функціонального аналізу та теорії функцій. Спільно з російськими математиками Селімом Крейном та Євгеном Семеновим розроблено теорії інтерполяції лінійних операторів, а разом з Анатолієм Плічко — теорії характеристик лінійних многовидів у спряжених банахових просторах.
Ці теорії застосовуються у багатьох галузях сучасної математики (теорії диференціальних рівнянь, обчислювальної математики, теорії ймовірностей та математичної статистики).
Юрій Петунін створив сучасну теорію довірчих інтервалів для основної розподіленої маси генеральної сукупності та параметрів, використовуючи порядкові статистики та нерівність Височанського-Петуніна, яка увійшла до класичних нерівностей теорії ймовірностей, теорію лінійних оцінок невідомого математичного сподівання, теорію квадратичних оцінок невідомої дисперсії, статистичні критерії, що використовують процедуру неприйняття рішень, індивідуальні статистичні критерії.
Разом з Богданом Рубльовим виробив характеризації лінійно розподілених множин у n-вимірному евклідовому просторі у теорії розпізнавання образів.
Спільно з Борисом Стогнієм та Юрієм Оробцем працював над оптимальним структурним синтезом електровимірювальних пристроїв.
Разом з Іриною Севбо (Білецькою) створив метод графів для статистичного аналізу синтаксичних структур в математичній лінгвістиці.
Активно працював у галузі біологічної та медичної кібернетики над застосування теорії випадкових процесів у біології та медицині.
До числа його найвидатніших досягнень належать розробка та впровадження комп'ютерного цитогенетичного метода діагностики онкологічних захворювань (рак молочної залози, фіброаденоматоз, аденокарцінома щитоподібної залози, вузловий зоб, аутотиреоідіт) (разом з Калерією Ганіною, Дмитром Клюшиним, Наталією Бородай), а також комп'ютерного морфометричного методу діагностики рака шлунку (разом з Іриною Гомоляко та Д. А. Клюшиним).
Загалом автор та співавтор більше 400 наукових праць.

## Основні наукові результати
Юрієм Петуніним розв'язано:
- проблему Банаха про нормуючі підпростори у спряжених банахових просторах
- проблему Кальдерона-Ліонса про інтерполяцію у фактор-просторах
- проблему Карла Гауса про обґрунтування правила «3-сігма» для одномодальних розподілів
- проблему Андрія Тихонова про регуляризацію некоректних лінійних задач (разом з В. А. Винокуровим та А. М. Плічком).

## Основні наукові праці
- Функциональный анализ (в соавторстве с С. Г. Крейном и др.) СМБ, изд. «Наука», Москва, 1972, 544с. (рос.)
- Приложение теории случайных процессов в биологии и медицине. Изд-во «Наукова думка», Киев, 1981, 320с. (рос.)
- Interpolation of linear operators (with S.G.Krein, E.M.Semenov), American Mathematical Society, Providence, Rhode Island, 1982, 325p. (англ.)[2]
- Теория характеристик подпространств и ее приложения (в соавторстве с А. Н. Пличко), изд-во «Вища школа», Киев, 1980, 216с. (рос.)
- Andrushkiw R.I., Boroday N.V., Klyushin D.A., Petunin Yu.I. Computer-aided cytogenetic method of cancer diagnosis. — New York: Nova Publishers, 2007.
- Клюшин Д. А., Петунин Ю. И. Доказательная медицина. Применение статистических методов. — К: Вильямс, 2008.
- Демина Э. А., Пилинская М. А., Петунин Ю. И., Клюшин Д. А. Радиационная цитогенетика. — К: Здоров'я, 2009.